# موسى أوزونلار
موسى أوزونلار (بالتركية: Musa Uzunlar)‏ (22 أبريل 1959) هو ممثل تركي.

## حياته ونشأته
ولد في أنطاليا 22-4-1959
دور إسكندر الكبير في مسلسل وادي الذئاب و دور الأب بحري في مسلسل بويراز تخرج سنة 1985 من جامعة معمار سنان قسم المسرح وهو مشهور كثيرًا بتركيا.

## أعماله
و أخذ دور البطولة في فلم الجلاديو الذي يحكي عن شخصية إسكندر الكبير في الماضي
وادي الذئاب (مسلسل) واخذ دور بمسلسل فاطمه جول
وأخذ دور زعيم المافيا بحري أومان في مسلسل بويراز كارايل
أخذ بطوله في مسلسل اليوم الثامن
ممثل مسرحي مثل بالكثير من المسرحيات والمسلسلات
من مسلسلاته
موسم المطر ومثل دور لاوند
مسلسل فاطمة جول بجانب بيرين سات وأنجبن

## روابط خارجية
- موسى أوزونلار على موقع IMDb (الإنجليزية)
- موسى أوزونلار على موقع قاعدة بيانات الفيلم (الإنجليزية)